# 2024 no cinema
Este artigo é uma visão geral dos eventos ocorridos, incluindo cerimônias de premiação e festivais, em 2024 no cinema.

## Maiores bilheterias de 2024
| Ranque | Título                          | Distribuidor | Bilheteria global |
| ------ | ------------------------------- | ------------ | ----------------- |
| 1      | Inside Out 2                    | Disney       | US$ 1 698 863 816 |
| 2      | Deadpool & Wolverine            | Disney       | US$ 1 338 073 645 |
| 3      | Moana 2                         | Disney       | US$ 1 059 242 164 |
| 4      | Despicable Me 4                 | Universal    | US$ 971 315 095   |
| 5      | Wicked                          | Universal    | US$ 756 535 681   |
| 6      | Mufasa: The Lion King           | Disney       | US$ 723 060 982   |
| 7      | Dune: Part Two                  | Warner Bros. | US$ 714 644 358   |
| 8      | Godzilla x Kong: The New Empire | Warner Bros. | US$ 572 305 338   |
| 9      | Kung Fu Panda 4                 | Universal    | US$ 547 689 492   |
| 10     | Sonic the Hedgehog 3            | Paramount    | US$ 492 162 604   |

## Eventos

### Cerimônias de premiação
| Data            | Evento                                | Host                                          | Local                                     | Ref.  |
| --------------- | ------------------------------------- | --------------------------------------------- | ----------------------------------------- | ----- |
| 7 de Janeiro    | Prémios Globo de Ouro de 2024         | Hollywood Foreign Press Association           | Beverly Hills, California, Estados Unidos | [ 3 ] |
| 14 de Janeiro   | Critics' Choice Awards de 2024        | Broadcast Film Critcs Association             | Los Angeles, California, Estados Unidos   | [ 4 ] |
| 10 de Fevereiro | 76ª Directors Guild of America Awards | Directors Guild of America                    | Beverly Hills, California, Estados Unidos | [ 5 ] |
| 24 de Fevereiro | Prémios Screen Actors Guild 2024      | SAG-AFTRA                                     | Los Angeles, California, Estados Unidos   | [ 6 ] |
| 10 de Março     | Oscar 2024                            | Academia de Artes e Ciências Cinematográficas | Beverly Hills, California, Estados Unidos | [ 7 ] |

### Festivais de Cinema
Lista de festivais de cinema de 2024:
| Data                           | Evento                                                | Anfitrião                                         | Locais                                     | Ref.   |
| ------------------------------ | ----------------------------------------------------- | ------------------------------------------------- | ------------------------------------------ | ------ |
| 18 – 28 de Janeiro             | Festival Sundance de Cinema de 2024                   | Festival Sundance de Cinema                       | Park City (Utah), Estados Unidos           | [ 8 ]  |
| 25 de Janeiro – 4 de Fevereiro | 53ª Festival Internacional de Cinema de Roterdão      | Festival Internacional de Cinema de Roterdão      | Roterdão, Países Baixos                    | [ 9 ]  |
| 7 – 17 de Fevereiro            | 39ª Festival Internacional de Cinema de Santa Bárbara | Festival Internacional de Cinema de Santa Bárbara | Santa Bárbara (Califórnia), Estados Unidos | [ 10 ] |
| 15 – 25 de Fevereiro           | 74ª Festival Internacional de Cinema de Berlim        | Festival Internacional de Cinema de Berlim        | Berlim, Alemanha                           | [ 11 ] |
| 20 – 24 de Fevereiro           | 13ª Festival Internacional de Cinema de Oceanside     | Festival Internacional de Cinema de Oceanside     | Oceanside (Califórnia), Estados Unidos     | [ 12 ] |
| 1º – 10 de Março               | Festival Internacional de Cinema de Málaga            | Festival Internacional de Cinema de Málaga        | Málaga, Espanha                            | [ 13 ] |
| 9 – 19 de Maio                 | 50ª Festival Internacional de Cinema de Seattle       | Festival Internacional de Cinema de Seattle       | Seattle, Washington, Estados Unidos        | [ 14 ] |
| 14 - 25 de Maio                | Festival de Cannes de 2024                            | Festival de Cannes                                | Cannes, França                             | [ 15 ] |
| 7 - 15 de Junho                | 39ª Festival Internacional de Cinema de Guadalajara   | Festival Internacional de Cinema de Guadalajara   | Guadalajara, México                        | [ 16 ] |
| 9 – 15 de Junho                | Festival de Cinema de Animação de Annecy de 2024      | Festival de Cinema de Animação de Annecy          | Annecy, França                             | [ 17 ] |
| 28 de Junho – 6 de Julho       | 58ª Festival Internacional de Cinema de Karlovy Vary  | Festival Internacional de Cinema de Karlovy Vary  | Karlovy Vary, Chéquia                      | [ 13 ] |
| 7 – 17 de Agosto               | 77ª Festival Internacional de Cinema de Locarno       | Festival Internacional de Cinema de Locarno       | Locarno, Suíça, Suíça                      | [ 13 ] |
| 28 de Agosto – 7 de Setembro   | 81ª Festival Internacional de Cinema de Veneza        | Festival Internacional de Cinema de Veneza        | Veneza, Itália, Itália                     | [ 13 ] |
| 5 – 15 de Setembro             | Festival Internacional de Cinema de Toronto de 2024   | Festival Internacional de Cinema de Toronto       | Toronto, Ontário, Canadá                   | [ 18 ] |
| 20 – 28 de Setembro            | 72ª Festival Internacional de Cinema de San Sebastián | Festival Internacional de Cinema de San Sebastián | Vancouver, Colúmbia Britânica, Canadá      | [ 13 ] |
| 26 de Setembro – 6 de Outubro  | 66ª Festival Internacional de Cinema de Vancouver     | Festival Internacional de Cinema de Vancouver     | Vancouver, Colúmbia Britânica, Canadá      | [ 13 ] |
| 9 – 20 de Outubro              | 78ª Festival de Cinema BFI de Londres                 | Festival de Cinema de Londres                     | Londres, Reino Unido                       | [ 19 ] |
| 28 de Outubro – 6 de Novembro  | 37ª Festival Internacional de Cinema de Tóquio        | Festival Internacional de Cinema de Tóquio        | Tóquio, Japão                              | [ 20 ] |